# Roosevelt Township (comté de Pocahontas, Iowa)
Roosevelt Township est un township du comté de Pocahontas en Iowa, aux États-Unis,.

## Source de la traduction
- (es) Cet article est partiellement ou en totalité issu de l’article de Wikipédia en espagnol intitulé « Municipio de Roosevelt (condado de Pocahontas, Iowa) » (voir la liste des auteurs).